# Униполярен мотор
Униполярен мотор е първият електрически мотор, който е построен. Действието му е демонстрирано от Майкъл Фарадей през 1821 г. в Кралската институция в Лондон.
Моторът работи на принципа на електромагнетизма и магнитните сили (сили на Лоренц), прототипът е разработен от френския учен Питер Барлоу през 1820 година и е доразработен от Фарадей. Моторът е съставен от
провеждащ проводник свързан от положителния към отрицателния терминал към магнита, като по този начин завършва веригата. Този проводник трябва да бъде свободен да се върти, като винаги поддържа контакт както с клемата, така и с магнита. Токът (I), преминаващ през проводника, създава електромагнитно поле. Това поле ще взаимодейства с магнитното поле (B), произведено от постоянния магнит, и сила на Лоренц (F) ще се упражнява перпендикулярно на посоките на тока и магнитната индуктивност.